# هوغو موتينهو
هوغو موتينهو (بالرومانية: Hugo Moutinho)‏ هو لاعب كرة قدم روماني في مركز الوسط، ولد في 1982 في لشبونة في البرتغال. لعب مع أريس ليماسول ومافرا ونادي بوليتكنيكا ياش.

## وصلات خارجية
- هوغو موتينهو على موقع قاعدة بيانات كرة القدم.إي يو (الإنجليزية)
- هوغو موتينهو على موقع Soccerway.com (الإنجليزية)